# Regiomontanus

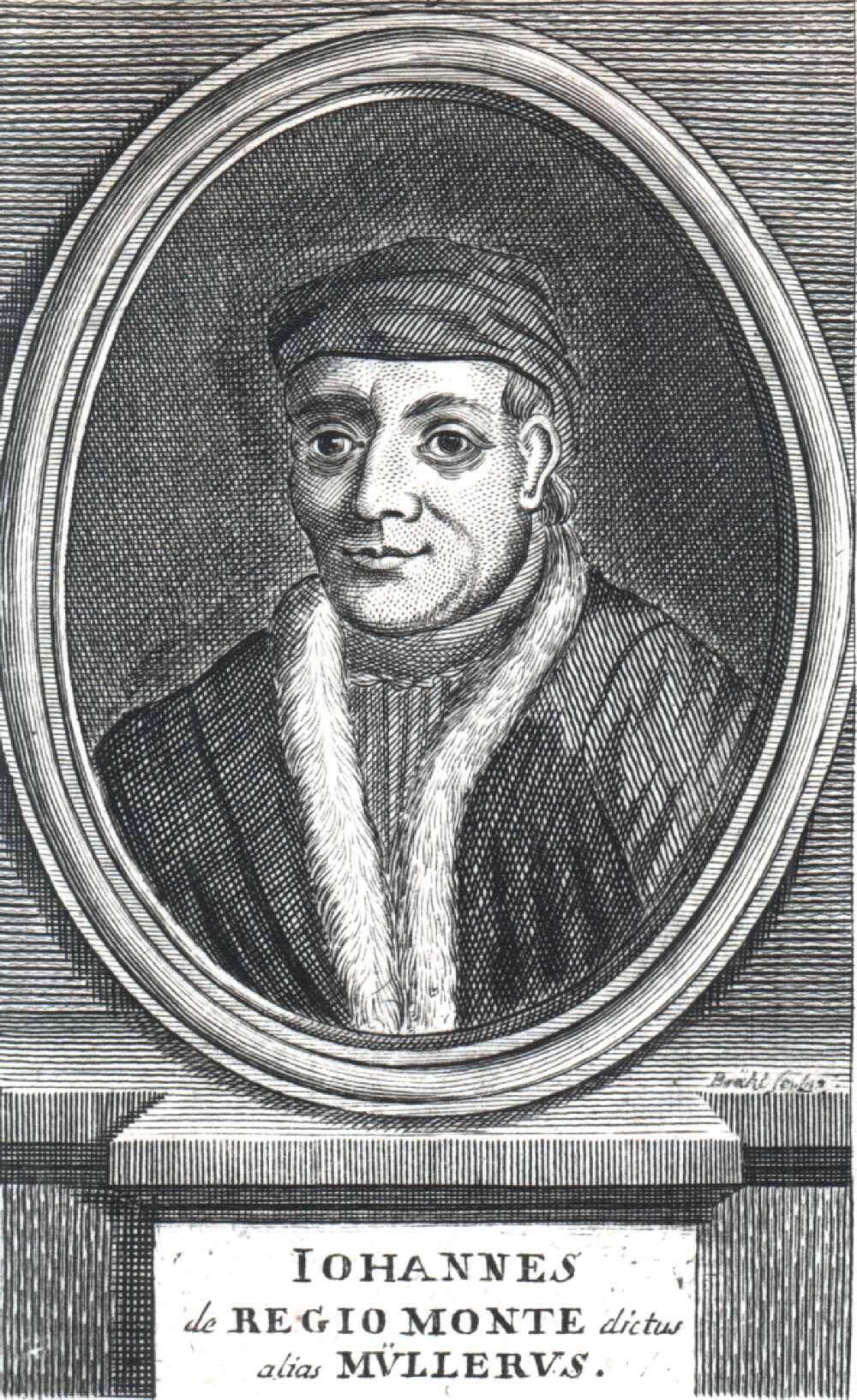
Regiomontanus

Regiomontanus, właśc. Johannes Müller (ur. 6 czerwca 1436 w Unfinden koło Königsbergu w dzisiejszej Bawarii, zm. 6 lipca 1476 w Rzymie) – niemiecki matematyk, astronom i astrolog.
Znany jest także jako Johannes Molitoris de Künigsperg, Johannes Germanus, Johannes Francus, Joannes de Monte Regio. Pseudonim Regiomontanus pochodzi od łacińskiego przekładu nazwy Künigsperg (Königsberg, czyli Królewska Góra – po łacinie Mons Regius); nazwisko zaś wywodzi się od zawodu jego ojca (był młynarzem).

## Życie i twórczość
W Wiedniu był uczniem i współpracownikiem Georga Peurbacha – austriackiego astronoma i matematyka, autora wprowadzenia do Hipotez planetarnych... Klaudiusza Ptolemeusza, który pracował nad odtworzeniem oryginalnego tekstu jego dzieła Almagest. Wspólnie napisali Epitoma in Almagestum Ptolemaei. W 1461 pojechał do Włoch, gdzie przebywał kilka lat, następnie udał się na Węgry, na zaproszenie króla Macieja Korwina. Tu (lub jeszcze podczas pobytu we Włoszech) współpracował z polskim astronomem Marcinem Bylicą z Olkusza. Wspólnie opracowali tablice astronomiczne oraz Disputationes inter Viennensem et Cracoviensem super Cremonensia in planetarum theoriae deliramenta (Dialog między Wiedeńczykiem i Krakowianinem o bredzeniach Gerarda z Kremony na temat teorii planetarnych) – krytykę przestarzałego podręcznika astronomii. Kontaktował się także często z innymi polskimi astronomami, m.in. Marcinem Królem.

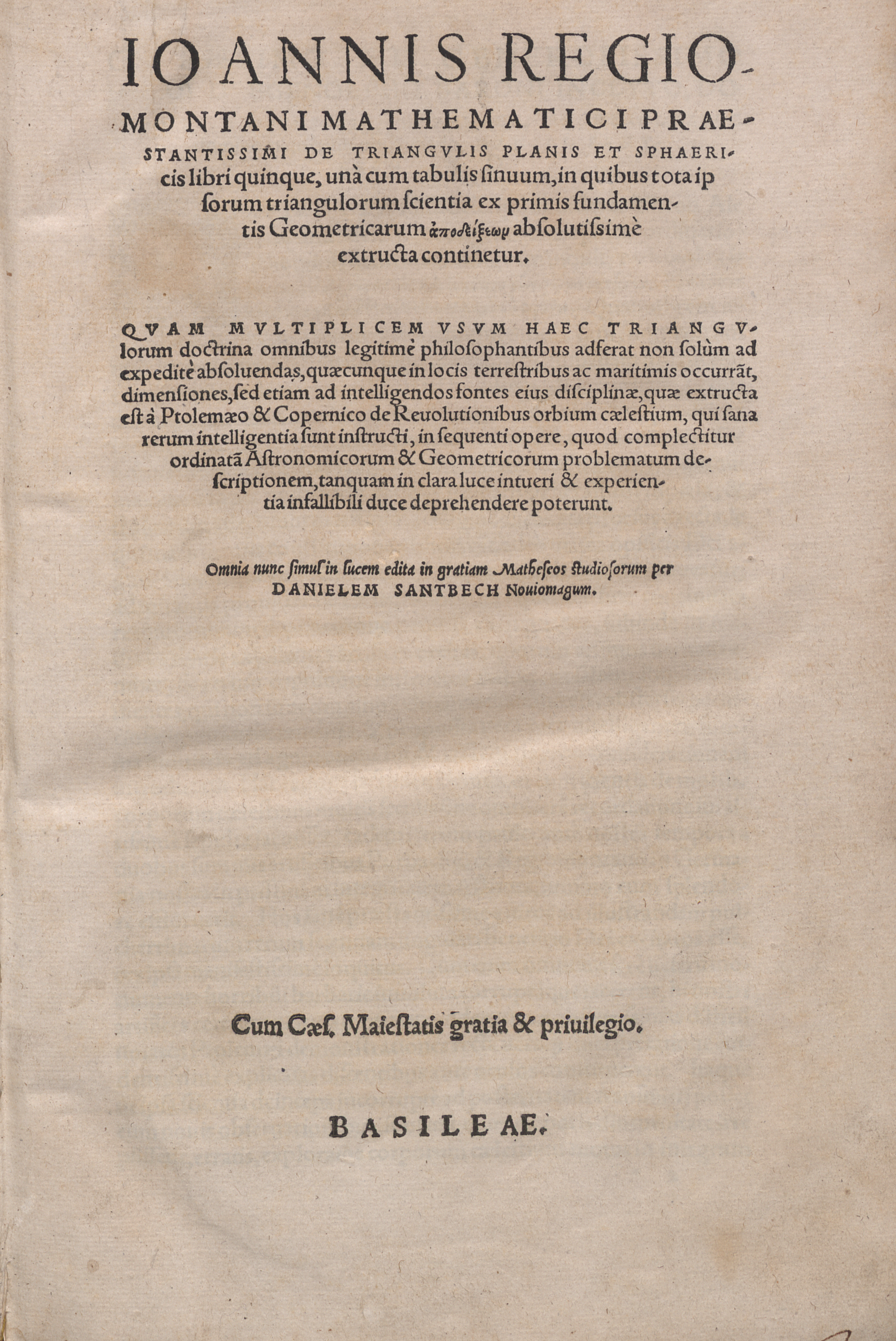
De triangulis planis et sphaericis libri

W pracy De triangulis omnimodis libri quinque (O wszelkich trójkatach ksiąg pięć, wydana w Norymberdze w 1533) usystematyzował trygonometrię płaską i sferyczną. Ułożył tablice trygonometryczne w układzie dziesiętnym, czym zbliżył się do ułamków dziesiętnych. W 1471 założył w Norymberdze obserwatorium, drukarnię i warsztat mechaniczny – jego patronem, który to wszystko sfinansował, był Bernhard Walther, bogaty patrycjusz. W 1474 jako pierwszy wydał drukiem pracę naukową. W 1475 Regiomontanus został zaproszony do Rzymu przez papieża Sykstusa IV, na którego życzenie brał udział w pracach nad reformą kalendarza; w tym samym roku papież konsekrował go na biskupa Ratyzbony (niem. Regensburg). Regiomontanus zmarł rok później ciągle przebywając w Rzymie. Na temat jego śmierci pojawiły się dwie teorie. Pierwsza i najbardziej prawdopodobna mówi, że zmarł z powodu dżumy, która powróciła 1476 roku do Rzymu. Druga jest bardziej sensacyjna – mianowicie plotka głosiła, że Regiomontanus został zamordowany przez dwóch synów Jerzego z Trapezuntu, którego Regiomontanus zjadliwie krytykował za to, że był kiepskim matematykiem i astronomem.